# Philautus amoenus
Philautus amoenus är en groddjursart som beskrevs av Smith 1931. Philautus amoenus ingår i släktet Philautus och familjen trädgrodor. IUCN kategoriserar arten globalt som sårbar. Inga underarter finns listade i Catalogue of Life.